# Stefaneszty
Stefaneszty (pol. Stefanówka, ukr. Стефанешти, ros. Стефанешты, rum. Ștefănești) – węzłowa stacja kolejowa w miejscowości Stepaniwka, w rejonie czerniowieckim, w obwodzie czerniowieckim, na Ukrainie. Leży na linii Tarnopol – Biała Czortkowska – Czerniowce. Węzeł z linią do Kołomyi.
W okresie międzywojennym była to rumuńska stacja graniczna na granicy z Polską. Nosiła wówczas nazwę Ștefănești. Stacją graniczną po stronie polskiej był Jasieniów Polny. Po II wojnie światowej stacja straciła swój nadgraniczny charakter.